# Amata ochreopunctata
Amata ochreopunctata är en fjärilsart som beskrevs av Arnold Pagenstecher 1900. Amata ochreopunctata ingår i släktet Amata och familjen björnspinnare. Inga underarter finns listade i Catalogue of Life.